# Amastus thierryi
Amastus thierryi là một loài bướm đêm thuộc phân họ Arctiinae, họ Erebidae.